# Eisenbahnmuseum Athen
Das Eisenbahnmuseum Athen ist ein Technikmuseum in Piräus. Es sammelt und dokumentiert die Geschichte des Schienenverkehrs in Griechenland und wird von der OSE unterhalten. Der Eintritt ist frei.

## Geschichte

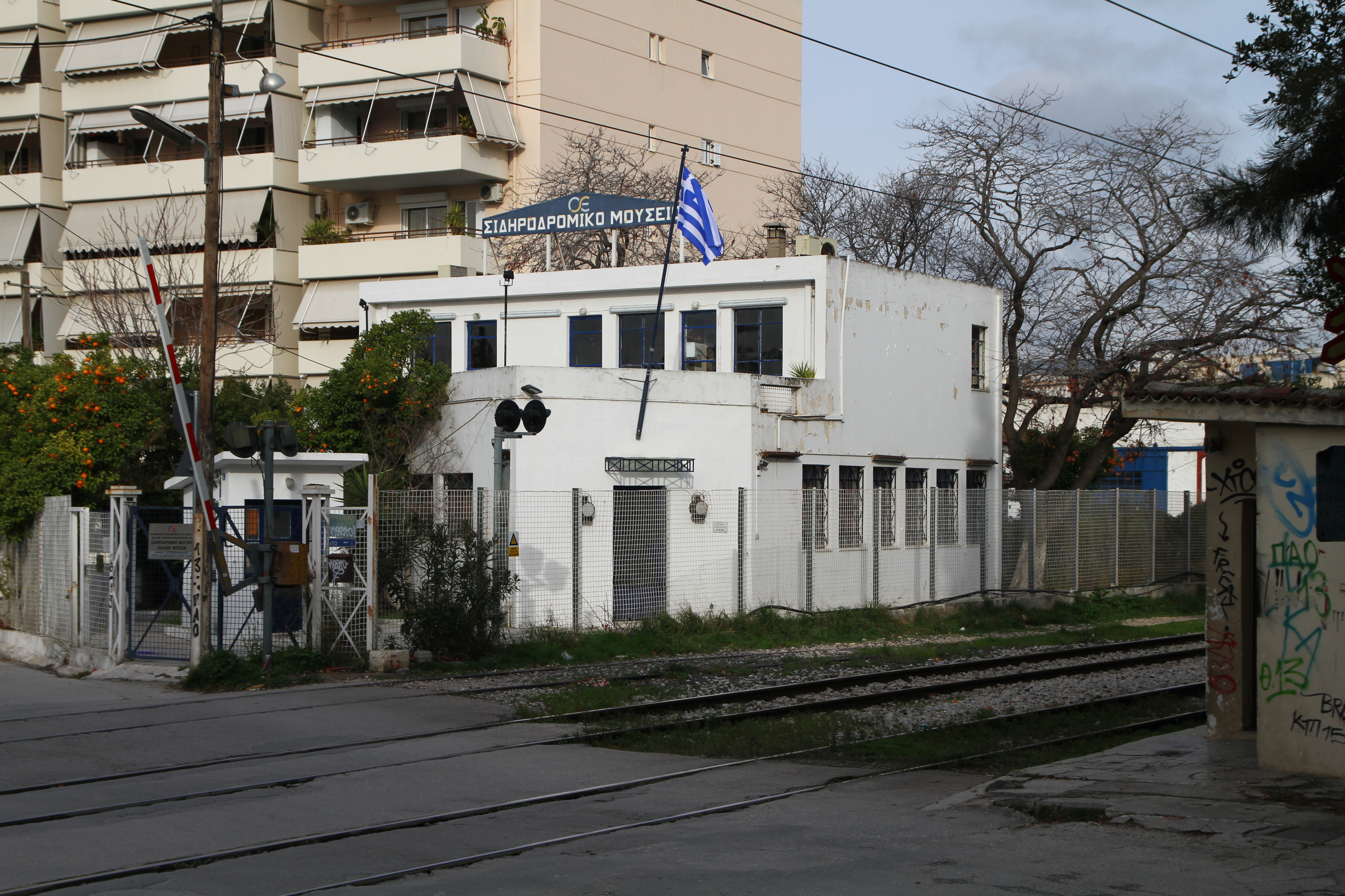
Eingang des Museums am ehemaligen Standort

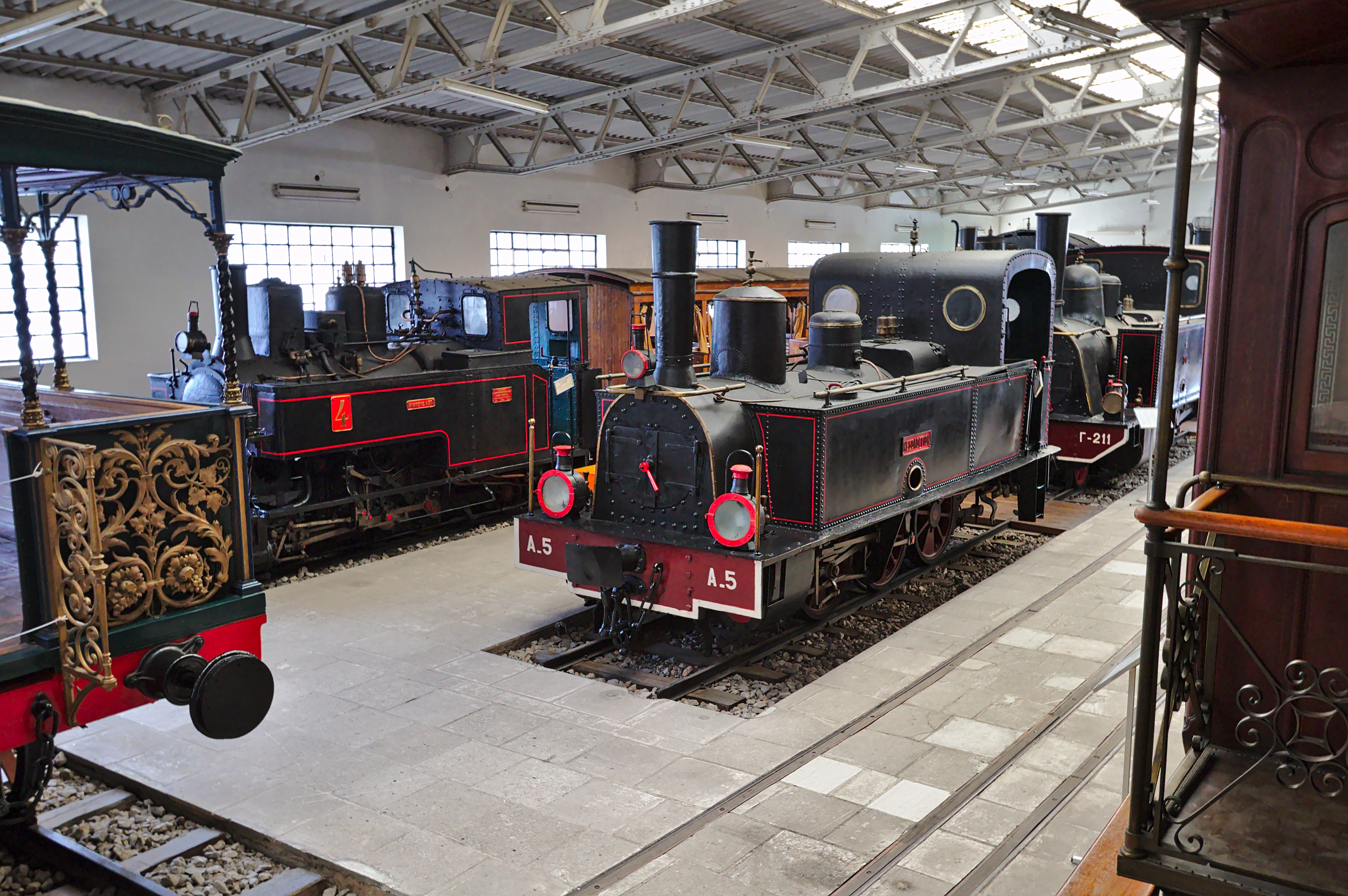
Die Ausstellungshalle mit den Lokomotiven

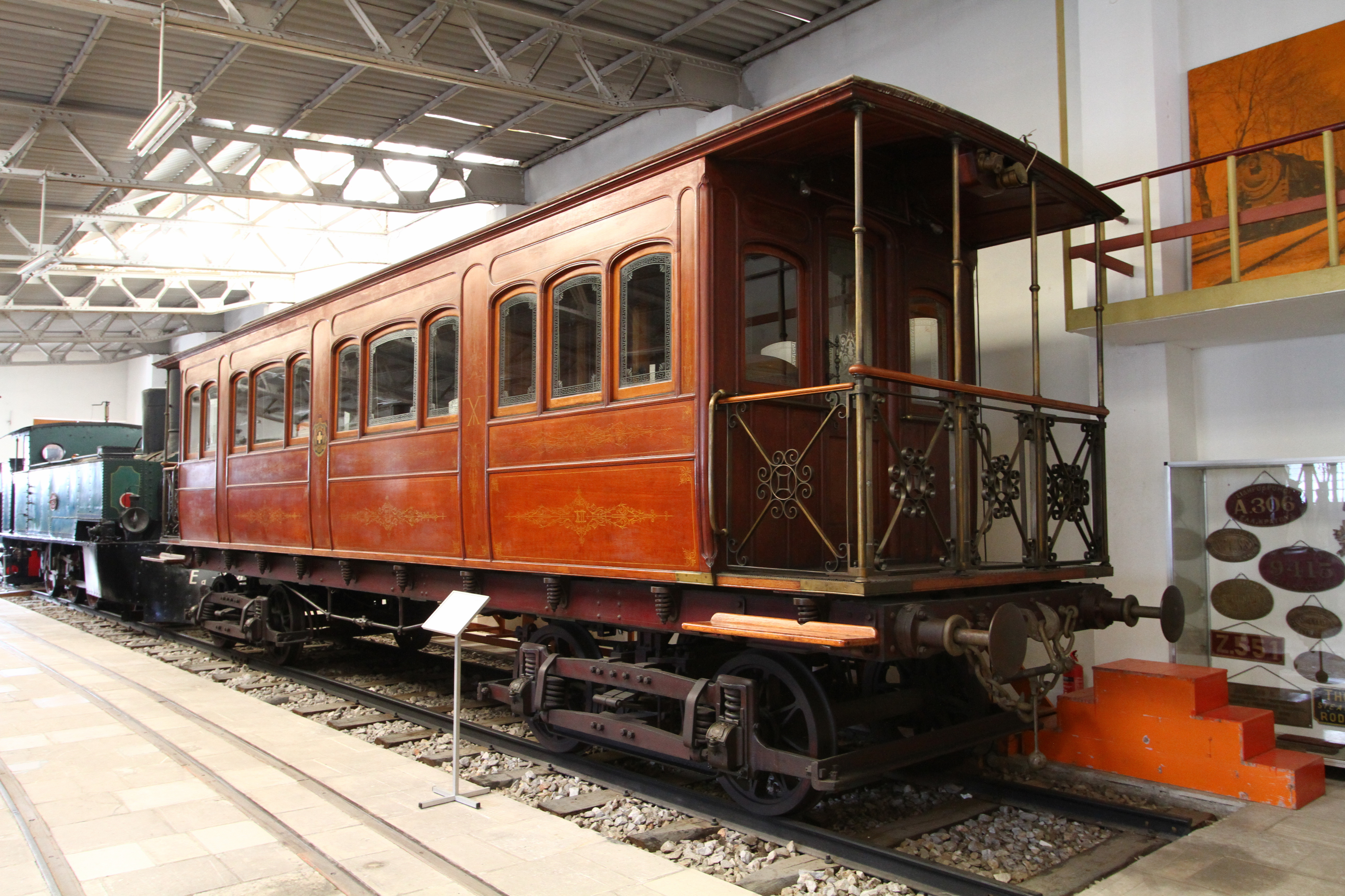
Der königliche Salonwagen

Das Museum wurde 1979 auf Initiative von Angestellten der OSE in einem früheren kleinen Eisenbahndepot gegründet, das für Museumszwecke umgebaut wurde. Damals gab es keine anderen Eisenbahnmuseen in Griechenland, sodass auch Fahrzeuge der Straßenbahn Athen und der Metro Athen (eine E-Lok) dorthin übergeben wurden. Heute gibt es noch andere regionale Eisenbahnmuseen, auch die Metro Athen hat ein eigenes und bietet Fahrten mit historischen Zügen an.
Da das Museum unter akutem Platzmangel litt, beschränkten sich die Exponate im Gebäude zumeist auf die ältesten, die bereits in den 1970er Jahren als museal galten, so etwa diverse Lokomotiven des 19. Jahrhunderts wie die Tiryns der Fa. Krauss & Co. von 1884, eine Lok und ein Wagen der Zahnradbahn Diakopto – Kalavrita, einen Raucherwagen des Sultans Abdülaziz und einen Salonwagen von 1888 der königlichen Familie Griechenlands.
Bis 2019 befand sich das Museum in Sepolia im Norden Athens (Odos Siokou 4). Anschließend zog das Museum nach Piräus in die 1905 errichtete „Rotonda“, den früheren Lokschuppen der Peloponnesbahn, 2021 wurden weitere Fahrzeuge dorthin überführt.
Nicht zu verwechseln ist das Museum mit dem U-Bahn-Museum Electric Railways Museum of Piraeus, das sich ebenfalls in Piräus befindet. Aufgrund der Neukonzeption ist das Museum (Stand 2022) für die Öffentlichkeit geschlossen.